# Raffaele Molin
Raffaele Molin, född 27 oktober 1825 i Zadar, Kroatien, död 29 juni 1887 i Wien, Österrike, var en italiensk läkare, zoolog och geolog. Han är mest uppmärksammad för sitt arbete inom iktyologi och parasitologi, och ses fortfarande som en auktoritet inom ett stort antal masksjukdomar.